# Jarovnice
Jarovnice (allemand : Jaronitz ) est un village de Slovaquie situé dans la région de Prešov.

## Histoire
Première mention écrite du village en 1260.

## Démographie

### Évolution de la population
| Année:               | 1994. | 2004.    | 2014.    | 2024.    |
| -------------------- | ----- | -------- | -------- | -------- |
| Nombre de personnes: | 3377  | 4562     | 6110     | 8261     |
| Différence:          |       | +35,09 % | +33,93 % | +35,20 % |

| Année:               | 2023. | 2024.   |
| -------------------- | ----- | ------- |
| Nombre de personnes: | 7992  | 8261    |
| Différence:          |       | +3,36 % |